# Bomber (album)
Bomber – trzeci album studyjny zespołu Motörhead, wydany 27 listopada 1979 roku nakładem wytwórni muzycznej Bronze Records. Został nagrany w Roundhouse Recording Studios i Olympic Recording Studios pomiędzy 7 lipca a 31 sierpnia 1979 roku.

## Lista utworów
Opracowano na podstawie materiału źródłowego.
| Nr  | Tytuł utworu             | Autorzy                   | Długość |
| --- | ------------------------ | ------------------------- | ------- |
| 1.  | „Dead Men Tell No Tales” | Kilmister, Taylor, Clarke | 3:07    |
| 2.  | „Lawman”                 | Kilmister, Taylor, Clarke | 4:03    |
| 3.  | „Sweet Revenge”          | Kilmister, Taylor, Clarke | 4:10    |
| 4.  | „Sharpshooter”           | Kilmister, Taylor, Clarke | 3:19    |
| 5.  | „Poison”                 | Kilmister, Taylor, Clarke | 2:54    |
| 6.  | „Stone Dead Forever”     | Kilmister, Taylor, Clarke | 4:54    |
| 7.  | „All the Aces”           | Kilmister, Taylor, Clarke | 3:24    |
| 8.  | „Step Down”              | Kilmister, Taylor, Clarke | 3:41    |
| 9.  | „Talking Head”           | Kilmister, Taylor, Clarke | 3:40    |
| 10. | „Bomber”                 | Kilmister, Taylor, Clarke | 3:43    |
|     |                          |                           | 36:55   |

## Twórcy
Opracowano na podstawie materiału źródłowego.
| Zespół Motörhead w składzie - Lemmy Kilmister – wokal, gitara basowa - Eddie Clarke – gitara, wokal w „Step Down” - Phil Taylor – perkusja |  | Inni - Joe Petagno – okładka, oprawa graficzna - Trevor Hallesy – inżynieria dźwięku - Jimmy Miller – produkcja muzyczna |

## Listy sprzedaży
| Lista           | Kraj            | Pozycja |
| --------------- | --------------- | ------- |
| UK Albums Chart | Wielka Brytania | 12      |